# Gianfranco Venturi
Gianfranco Venturi (Pistoia, 4 febbraio 1952) è un politico italiano.
Presidente della Provincia di Pistoia dal 1999 al 2009.

## Biografia
È stato un esponente del Partito Comunista Italiano, consigliere comunale di Pistoia, segretario provinciale della FGCI e segretario di federazione del PCI dal 1982 al 1989. È stato coordinatore della segreteria regionale del Partito Democratico della Sinistra e successivamente membro delle direzioni provinciali e regionali dei Democratici di Sinistra. 
Eletto presidente della Provincia di Pistoia nel 1999 è stato riconfermato per il secondo mandato nel turno elettorale del 2004 (elezioni del 12 e 13 giugno), raccogliendo il 53,6% dei voti in rappresentanza di una coalizione di centrosinistra. Aderente al Partito Democratico, è stato membro della Direzione Regionale della Toscana.
Nel 2006 ha ricevuto la onorificenza di Ufficiale al merito della Repubblica per il suo impegno a ricordo dei caduti brasiliani in Italia nella seconda guerra mondiale, ha ricevuto dall'Esercito Brasiliano la "Medalla do Pacificador". Nel 2010 viene eletto Consigliere regionale della Toscana per il PD nella circoscrizione di Pistoia, concludendo il mandato nel 2015. Dal 2013 è uscito dal Partito Democratico. 
È sposato e ha una figlia.